# Yeshe Rinchen
Yeshe Rinchen (Ye-shes rin-chen; chinesisch 亦摄思连真, Pinyin Yishesilianzhen oder 意希仁钦,  Yixirenqin) (* 1249; † 1295) war ein Schüler Phagpas. Von 1286 bis 1291 war er Kaiserlicher Lehrer (dishi / ti shri; engl. Imperial Preceptor)  des Mongolen-Kaisers Shizu (Kublai Khan). Er war die vierte Person in diesem Amt des höchsten Mönchsbeamten der Zentralregierung für buddhistische Angelegenheiten.